# Decoración de huevos

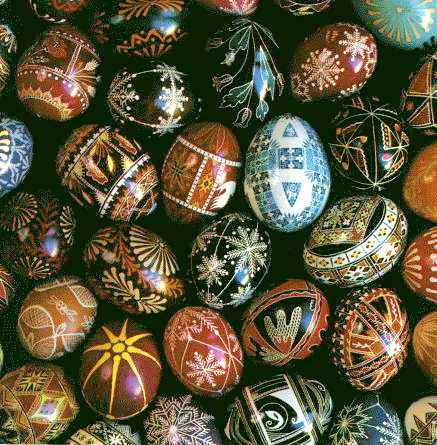
Huevos de Pascua ucranianos.

La decoración de huevos es el arte o la manualidad de decorar huevos. Es un tipo de arte bastante popular a causa de la forma atractiva, suave y ovalada del huevo. En el mundo eslavo su decoración alcanzó un auge especial, en la tradición de la písanka.
Si bien es posible decorar todo tipo de huevo de ave mediante este proceso, a menudo los decoradores prefieren los huevos más grandes y resistentes. A menudo los huevos de ganso, pato y gallina son vaciados mediante la técnica de "soplado" - para ello se les realiza un orificio en cada extremo y mientras se sopla por uno de ellos el contenido sale por el otro. Luego la cáscara del huevo puede ser o bien tallada, teñida, pintada, tratada con apliques o decorada de otra forma mediante una serie de técnicas. La decoración de huevos es especialmente popular en los países del este europeos.
Algunos huevos como los de emú o avestruz, son tan grandes y resistentes que es posible tallar sus cáscaras sin que se quiebren. La decoración de los huevos de emú aprovecha el contraste de colores naturales del huevo entre el verde moteado exterior de la cáscara y el color de la zona interna. Se han encontrado cáscaras de huevos de avestruz tallada con diseños regulares que poseen 60,000 años de antigüedad en Diepkloof Rock Shelter, Sudáfrica.
El renombrado artista y joyero ruso Peter Carl Fabergé fabricó para la corte de Rusia exquisitos huevos decorados con metales preciosos y gemas. Estos huevos de Fabergé se asemejaban a huevos decorados comunes, excepto que estaban fabricados en oro y piedras preciosas.

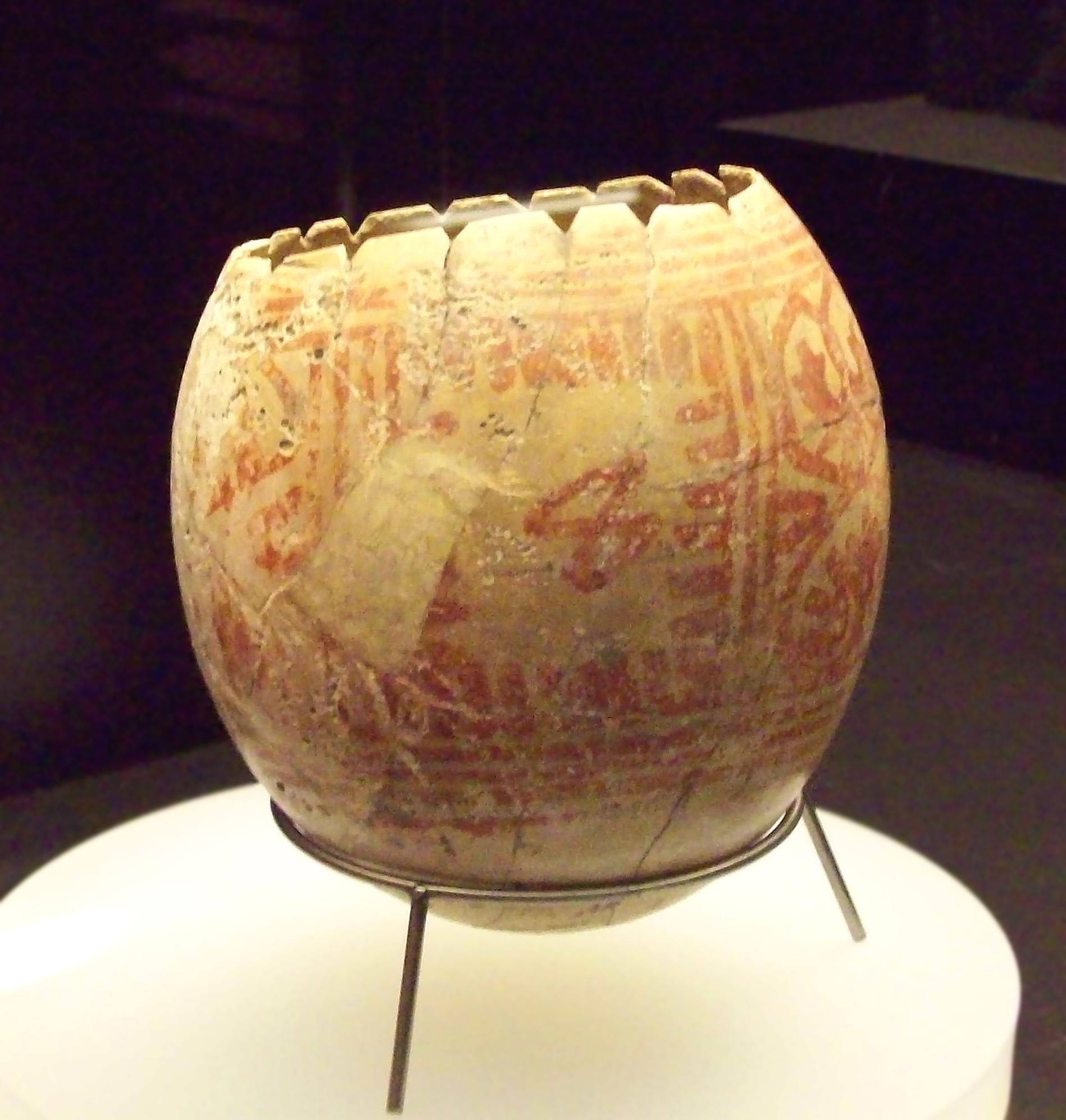
Huevo de avestruz decorado cartaginés de la segunda edad de hierro.

En la cultura persa también existía la tradición de decorar huevos, las cual se realizaba durante el equinoccio de primavera.  Esta época marcaba el año Nuevo Persa, y se la denominaba Norouz.  Las familias decoraban huevos y los colocaban en cuencos. Se cree que es a partir de dicha tradición que se desarrolló la costumbre cristiana.